# Compagnie des Arts Photomécaniques

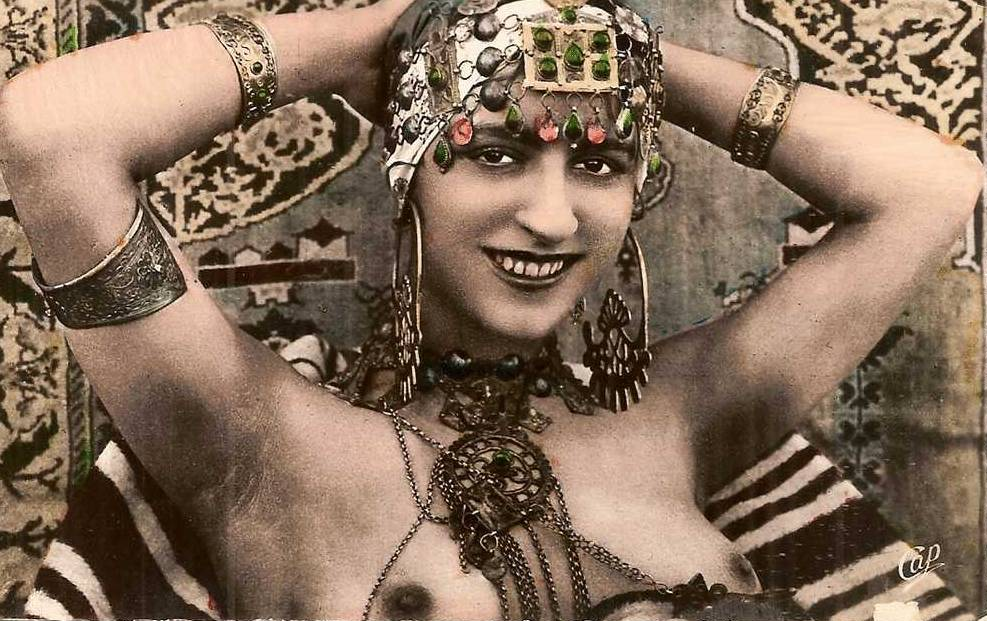
Compagnie des Arts Photomécaniques: Mladá maurská dívka, akt, kolorovaná pohlednice, vpravo dole je značka společnosti CAP

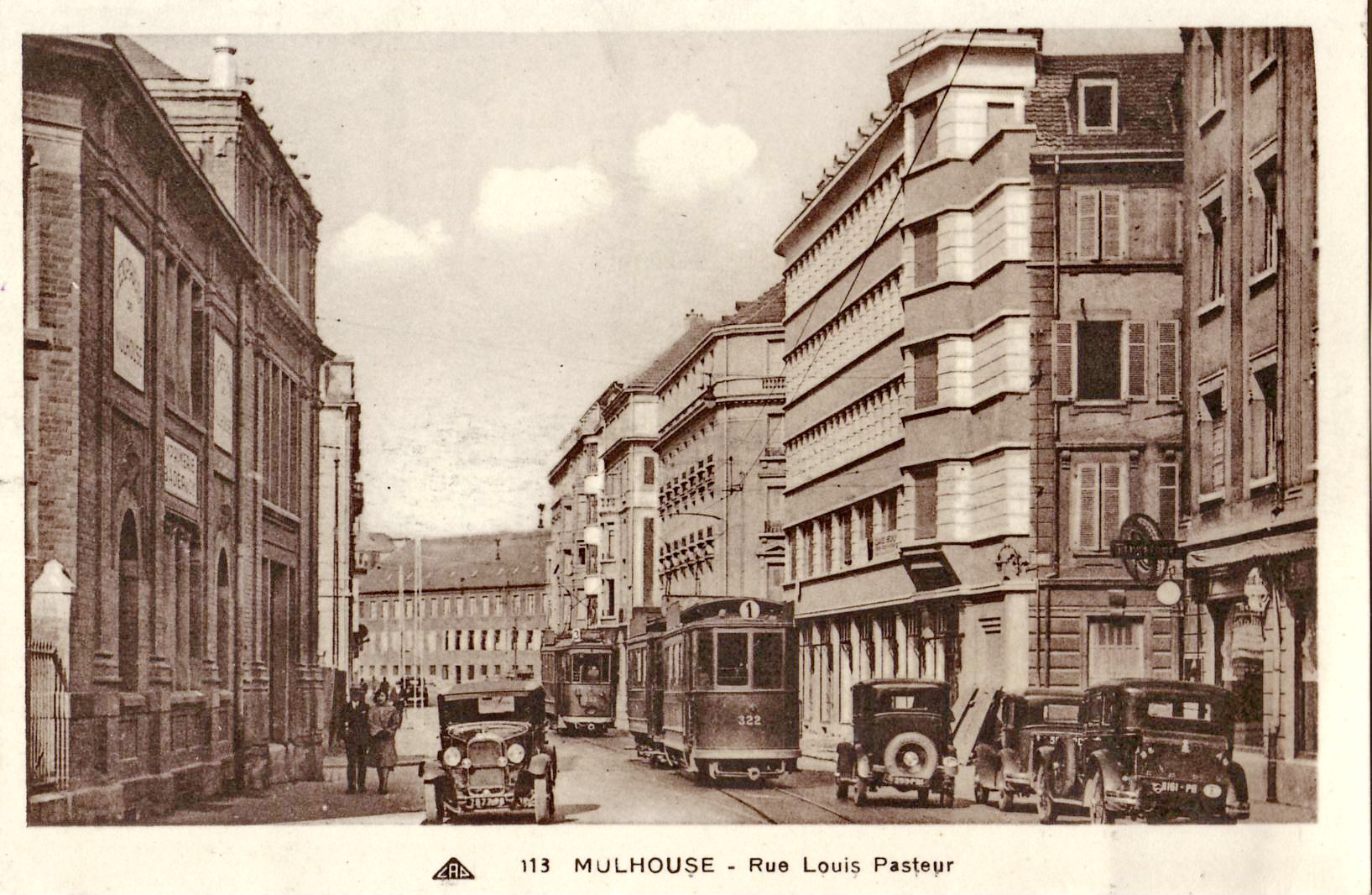
Compagnie des Arts Photomécaniques: Mylhúzy, ulice Louise Pasteura, asi 1920

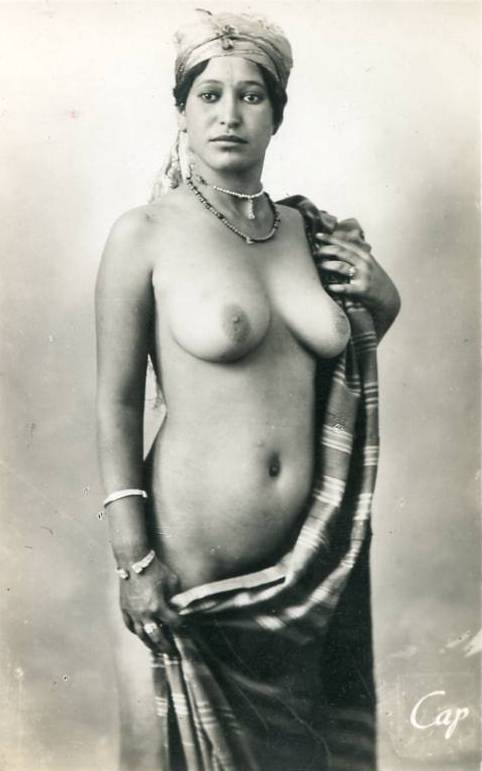
Compagnie des Arts Photomécaniques: Mladá maurská dívka, akt, vpravo dole je značka společnosti CAP

Compagnie des Arts Photomécaniques (CAP) byla francouzská fotografická společnost se sídlem v Paříži, která pod tímto názvem vznikla v roce 1932 spojením tří významných společností 19. století: Ferrier & Soulier, Levy & Fils a Neurdein. V podstatě firmu založil Claude-Marie Ferrier v roce 1851 a je známá zejména pod názvy vzniklými kombinacemi jmen
většiny majitelů: Claude-Marie Ferrier, Charles Soulier, Issac Lévy a Leon Moyse a podobně.

## Historie
Společnost pokračovala v politice svých předchůdců zahrnující Paříž, Francii a její provincie a kolonie od konce první světové války až do roku 1960. S bohatou sbírkou stovek tisíců fotografií nabízela divákům možnost být svědkem zásadních změn, které proběhly v těchto částech světa během 20. století. Její fotografie byly k prodeji ve formě pohlednic a ilustrovaných knih a prodávaly se v restauracích a kavárnách, stejně jako v knihkupectví. Produkovala papírové stereofotografie, ale proslula svými skleněnými diapozitivy, které vznikaly nanesením emulze na základě albuminu na skleněnou desku. Diapozitivy měly rozměr 8,5 × 17 cm – tedy standardní velikost, jakou měly i papírové stereofotografie a daguerrotypie v této době.
Vydávání pohlednic rozhodujícím způsobem přispělo k dobrému jménu jejich studia. Fotografie a pohlednice produkované touto společností byly označené písmeny CAP. Významně a aktivně se podílela na „zlatém věku pohlednic“ v Alžírsku spolu s mnoha významnými fotografy z tohoto období jako byli: Marius Maure, Neurdein, Levy & Fils, Geiser, Leroux, Madon, nebo Bougault Vollenweider.
Podle knihy Encyclopedia of Nineteenthcentury Photography prošel ateliér v průběhu své historie osmi různými stavy a názvy:
- „Ferrier photographe“ 1851–1859 (Claude-Marie Ferrier)
- „Ferrier père, fils et Soulier“ 1859–1864 (Ferrier & Soulier)
- „M. Léon et J. Lévy“ 1864–1872 (Levy & Fils)
- „J. Lévy & Cie“ 1872–1895
- „Lévy et ses Fils“ nebo „Lévy Fils et Cie“ 1895–1920 (někdy také Ferrier & Soulier, J. Lévy)
- „Lévy & Neurdein réunis“ 1920–1932
- „Compagnie des Arts Photoméchaniques“ 1932–1969
- „Roger-Viollet“ 1969 – dodnes.

Zakladatel firmy Claude-Marie Ferrier (1811–1889) byl během padesátých let 19. století zaměstnán u vynálezce a průkopníka Julese Duboscqa. V těchto letech byly populární skleněné stereoskopické fotografie, zejména velký úspěch slavily na světové výstavě v Londýně v roce 1851, kde si je prohlédla i královna Viktorie. Použila k tomu Brewsterův stereoskop, který se poté stal průmyslovým standardem. Formát Ferrierových skleněných diapozitivů byl 8,5 × 17 cm, tedy standardní velikost jakou měly v té době i papírové stereofotografie a daguerrotypie. Jeho práce se poprvé spojuje právě se světovou výstavou, kde společně s Georgem Fridrichem von Martensem (asi 1809–1875) vytvořili fotografické tisky pro Nicholase Hennemana. Ferrierovy fotografie byly zhotoveny na slaném papíře ze skleněných negativů založených na albuminovém procesu. V této době však zhotovoval i pozitivy skleněné.
Od roku 1851 do roku 1859, kdy byl vydán katalog Ferrierovy sbírky s fotografiemi pořadových čísel 1–2399, produkoval Ferrier záběry z Francie, Anglie, Itálie a Švýcarska, Konstantinopole a Atén. Od roku 1855 byly tyto snímky systematicky číslovány a evidovány v katalogu. Firma „Ferrier photographe“ v roce 1859 změnila název na „Ferrier père, fils et Soulier“, když Claude-Marie Ferrier známý jako „Ferrier père“ přijal do firmy jako společníka svého syna Jacques-Alexandra (1831–1912), známého jako „Ferrier fils“, a také Charlese Souliera.
Charles Soulier od roku 1854 spolupracoval s Athanasem Clouzardem a vytvářel vysoce kvalitní skleněné stereofotografie. Své fotografie většinou označoval signaturou „CS“. S příchodem Souliera k Ferrierovi se sbírka firmy FSL obohatila o přibližně 1200 negativů s tímto označením z různých zemí. Katalog firmy vydaný v roce 1864 byl dvakrát obsáhlejší než první katalog z roku 1859 a obsahoval nejvyšší katalogové číslo 6 997. Přes úspěšnou produkci snímků, existence firmy trvala jen do roku 1864, kdy ji prodali svým dvěma zaměstnancům – Moisé Léonovi a Isaacu Georgi Lévymu (někdy 1833–1913 nebo ? – asi 1895) ve firmě známému jako J. Lévy. Nová firma pokračovala v produkci skleněných stereofotografií nejvyšší kvality a v roce 1870 vydala katalog, který obsahoval sérii nových fotografií v rozmezí čísel 7 001–10 027.
Nejznámější jsou skleněné stereofotografie a stereofotografie na papíře věnované světové výstavě v Paříži v roce 1867. Když v roce 1872 Moisé Léon opustil firmu, ta získala jméno „J. Lévy & Cie.“ Lévy a jeho syn ji vedli až do roku 1920, kdy se firma spojila s francouzskou rodinnou fotografickou firmou Neurdeinů. Během této doby byly dále vydány další tři katalogy (1880, 1886 a v roce 1903), katalog z roku 1886 dosahoval nejvyšší katalogové číslo 12 778 a katalog z roku 1903 končil číslem 27 325.
Po roce 1910 klesla dodávka negativů formátu 8x17 cm, kvůli které se snížila výroba sklených diapozitivů, ale jejich prodej stále pokračoval. Stereoskopické snímky na skle od firmy Ferrier, père, fils, et Soulier patřily v devatenáctém století svou kvalitou ke špičce. Na řadě pohlednic zveřejněných v letech 1910–1930 s vydavatelem Neurdein, Levy & Fils a pak i s firmou CAP spolupracoval francouzský fotograf Marius Maure.
Od roku 1969 firma existuje pod jménem Roger-Viollet.

## Galerie pohlednic

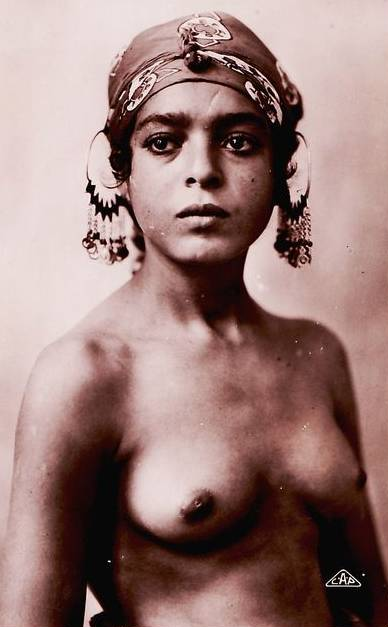
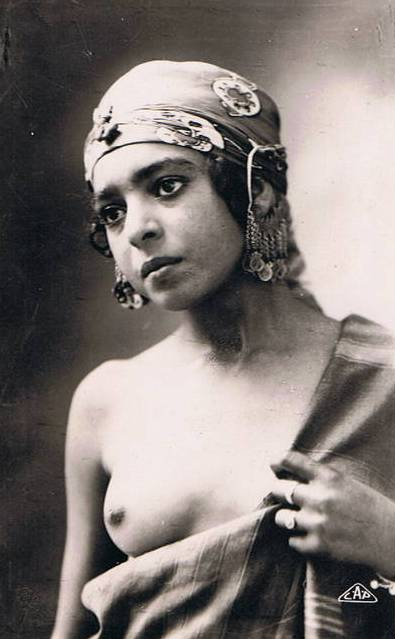
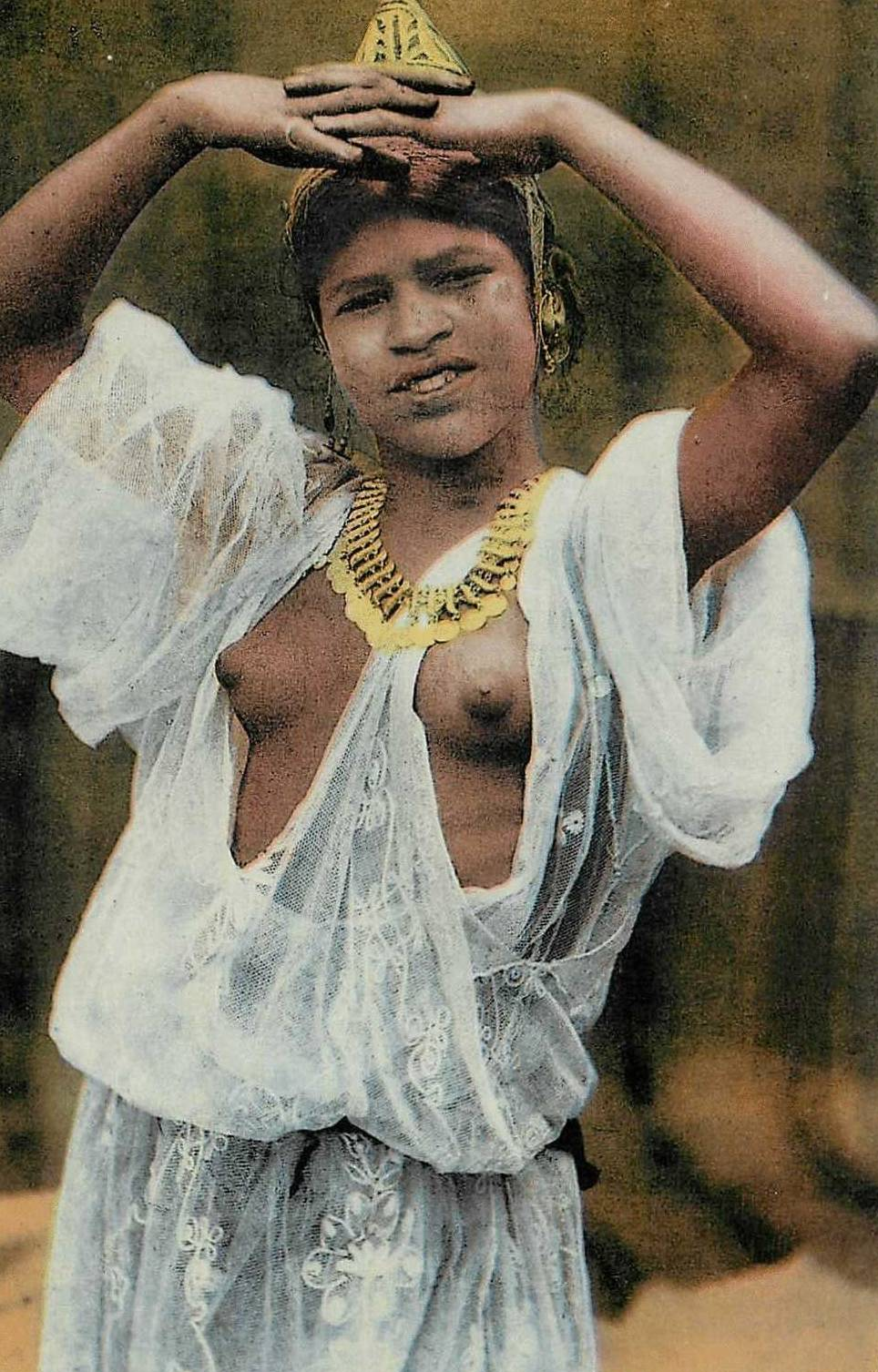
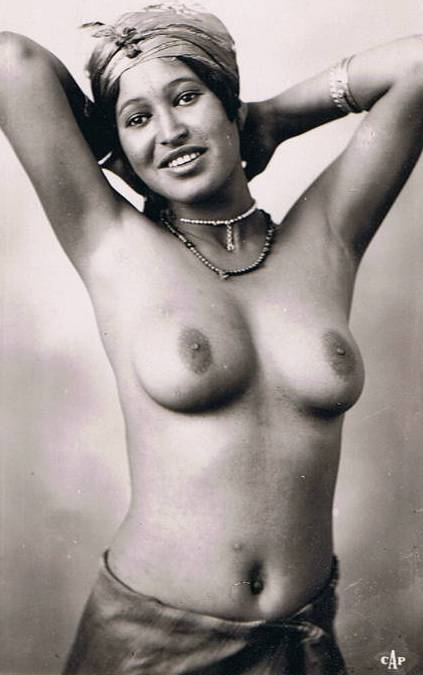
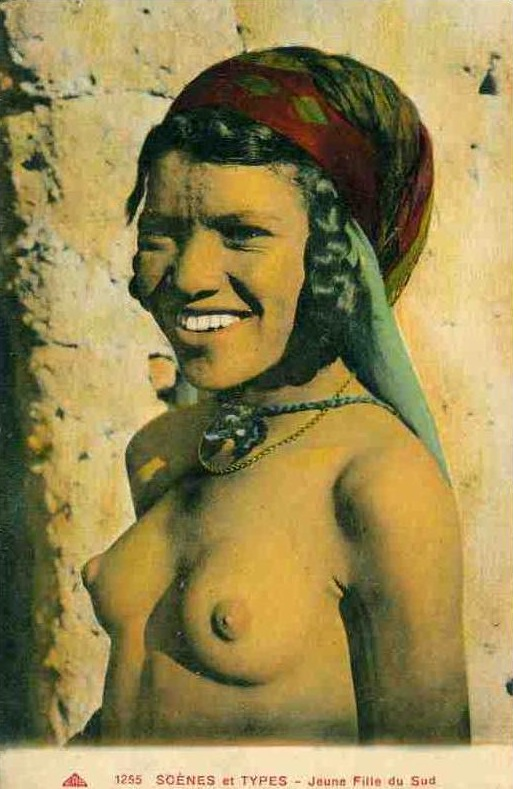
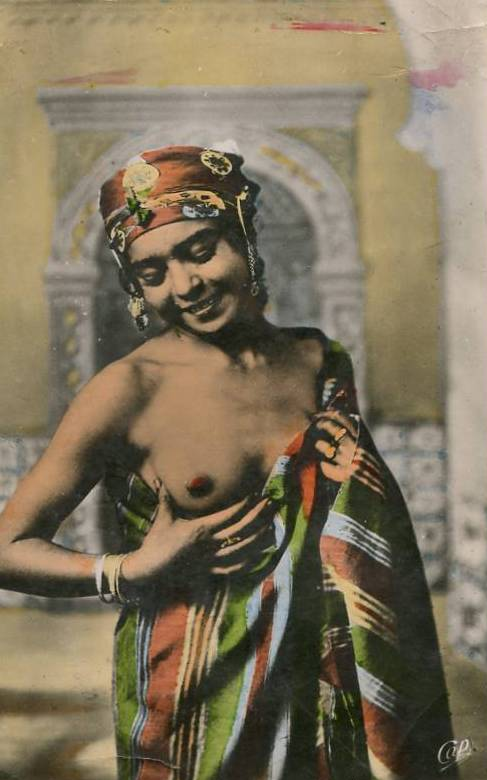
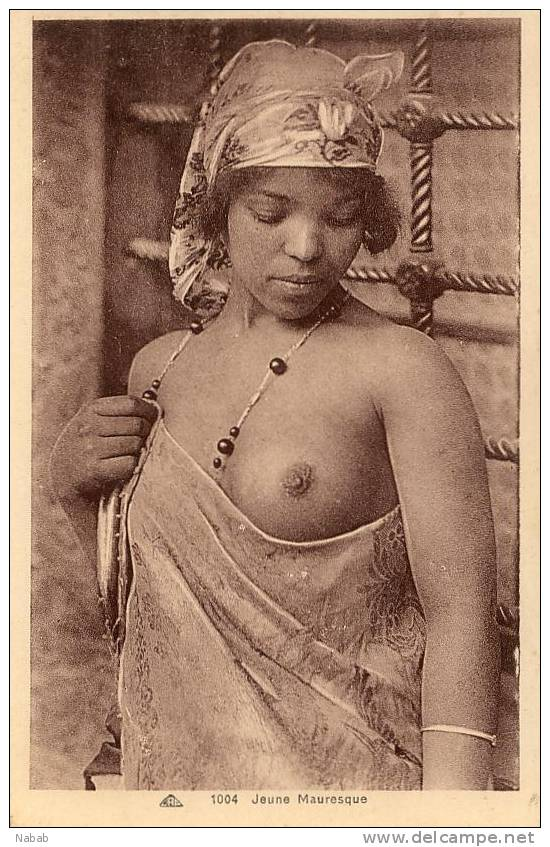